# 尼古拉斯·斯洛尼姆斯基

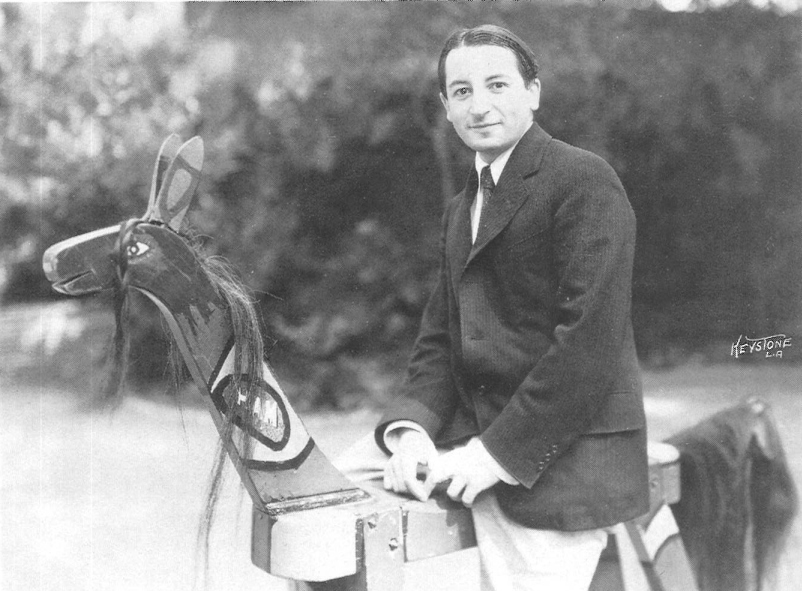
1933年摄

尼古拉斯·斯洛尼姆斯基（Nicolas Slonimsky；1894年4月27日—1995年12月25日），本名尼古拉·列昂尼多维奇·斯洛尼姆斯基（俄语：Никола́й Леони́дович Сло́нимский），是一位俄裔美国指挥家、作家、钢琴家、作曲家和词典编纂者，编有《贝克音乐家传记辞典》（Baker's Biographical Dictionary of Musicians）。

## 生平
斯洛尼姆斯基出生于圣彼得堡，祖父塞利格（Hayyim Selig Slonimski）是一名犹太教拉比。他的父母在他的哥哥出生后皈依东正教，尼古拉斯也东正教教堂接受洗礼。他的姨母伊莎贝拉（Isabelle Vengerova；柯蒂斯音乐学院的创始人）是他的第一位钢琴老师。
1917年俄国革命后，他先后移居基辅、君士坦丁堡、巴黎。他曾担任謝爾蓋·庫塞維茲基的伴奏，并于1921年至1922年和弗拉基米尔·罗辛在欧洲巡回演出。1923年，罗辛成为羅徹斯特伊士曼音乐学院的歌剧总监，并邀请斯洛尼姆斯基加入。在罗切斯特，斯洛尼姆斯基继续他的作曲和指挥研究，师从阿尔伯特·科茨和尤金·古森斯。
两年后，他搬到了波士顿，库塞维茨基在那里担任波士顿交响乐团的指挥，斯洛尼姆斯基再次担任他的钢琴师和秘书。同时，他还在波士顿音乐学院和马尔金音乐学院（Malkin Conservatory）教授音乐理论，并开始为《波士顿晚报》（Boston Evening Transcript）、《基督科学箴言报》和《练习曲》（The Etude）杂志撰写音乐类文章。1927年，他组建了波士顿室内交响乐团（Boston Chamber Orchestra），并结识了亨利·考埃尔和查理斯·艾伍士 。
1931年，斯洛尼姆斯基与《基督教科学箴言报》的艺术评论家多萝西·阿德洛（Dorothy Adlow）在巴黎结婚。1964年，斯洛尼姆斯基的妻子去世，他移居洛杉矶，在加州大学洛杉矶分校任教三年，讲授音乐，也时常客串广播和电视节目，如约翰尼·卡森的今夜秀。
他和前卫作曲家弗兰克·扎帕成为好友，并于1981年在圣莫尼卡举行的扎帕音乐会上演奏了他自己的一些作品。1995年，他在洛杉矶去世，享年101岁。